# Þorbjörn
Þorbjörn er et 243 m højt vulkansk bjerg 2 km nord for byen Grindavík på halvøen Reykjanes, Island.[kilde mangler] Den blå lagune kan ses fra toppen.
Navnet Þorbjörn eller Þorbjarnarfell, "Þorbjörns bjerg", som stadig er et populært mandsnavn på Island, er forbundet med en bondesøn fra regionen. Da en gruppe banditter tyranniserede bønderne i området og efter deres gerninger hver gang forsvandt i skjul, fik den unge mand den idé at blive en del af gruppen og fandt på denne måde deres skjulested i en bjerghule. Banditterne blev taget og hængt. Siden da er den lille kløft inde i bjerget kaldt Þjófagjá.
Da den amerikanske hær under 2. verdenskrig kom til Island, byggedes der en vej op til bjerget, som stadig findes. Sendere fra telefonselskabet Sími og islandsk National Television RÚV står nu på det sted, hvor den amerikanske hær havde opført radarstationer. Disse blev overgivet til den islandske regering, da den amerikanske hær i 2006 forlod landet.[kilde mangler]

## Vulkansystemet Svartsengi
Selve Þorbjörn opstod i Weichsel-istiden og består af palagonit (sv). På bjergets nordøstlige side findes jordvarme.[kilde mangler] Det forklares ved, at det hører til Svartsengis (en) højtemperaturområde og vulkansystem. Det forsyner et af de første islandske geotermiske kraftværker og dermed også den Den Blå Lagune.[kilde mangler]

## Spor af pladeforskydning
Der er også af geologisk interesse, at bjerget er spaltet og at det er ikke på grund af vulkansk indflydelse, men derimod skyldes islandske pladeforskydninger, der har dannet en lille kløft tværs over bjergets top.